# Colydium lineola
Colydium lineola is een keversoort uit de familie somberkevers (Zopheridae). De wetenschappelijke naam van de soort werd in 1825 gepubliceerd door Thomas Say.